# 토티마

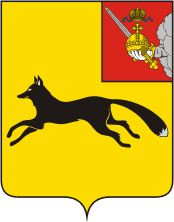
토트마의 문장

토트마(러시아어: То́тьма)는 러시아 볼로그다주에 위치한 도시로, 인구는 10,531명(2002년 기준)이다. 수호나 강과 인접해 있다.
1137년 노브고로드의 문서에 처음 등장했으며 1780년 시로 승격되었다.